# Megaphonia bonnardimilleigue
Megaphonia bonnardimilleigue är en skalbaggsart som beskrevs av Delpont 2009. Megaphonia bonnardimilleigue ingår i släktet Megaphonia och familjen Cetoniidae. Inga underarter finns listade i Catalogue of Life.